# Пронский, Вадим Денисович
Вадим Денисович Пронский; (род. 4 июня 1998, Астана) — казахстанский профессиональный шоссейный велогонщик, выступающий с 2020 года за команду мирового тура «Astana Pro Team».

## Карьера
В 2018 году  выиграл генеральную классификацию одной из самых престижных молодежных гонок мира «Джиро дель Валле-д’Аоста». В  сезоне 2019 года занял 3-е место на многодневной гонке «Тур Лангкави», а кроме того, выиграл молодежную классификацию таких гонок, как «Тур де л’Эн» и «Тур Австрии». С 1 августа 2019 года присоединился к велокоманде «Astana Pro Team» в качестве стажёра. С 1 января 2020 года Вадим Пронский  будет выступать в «Astana Pro Team» в качестве профессионального гонщика.

## Достижения
2015
2-й Чемпионат Казахстана — Индивидуальная гонка (юниоры)
2016
1-й  Чемпион Азии — Групповая гонка (юниоры)
1-й  Чемпион Казахстана — Групповая гонка (юниоры)
1-й  Чемпион Казахстана — Индивидуальная гонка (юниоры)
1-й — Этап 2 Giro della Lunigiana (юниоры)
1-й   Giro di Basilicata — Горная классификация (юниоры)
2017
1-й  Джиро дель Валле-д’Аоста — Молодёжная классификация
2-й Bałtyk-Karkonosze Tour — Генеральная классификация
1-й   — Молодёжная классификация
1-й   — Этап 5
2018
1-й  Джиро дель Валле-д’Аоста — Генеральная классификация
1-й  — Очковая классификация
1-й — Этап 4
6-й Тур Эльзаса — Генеральная классификация
2019
1-й  Тур Хорватии — Молодёжная классификация
1-й  Тур Австрии — Молодёжная классификация
2-й Тур Гваделупы — Генеральная классификация
1-й   — Молодёжная классификация
3-й Тур Лангкави — Генеральная классификация
7-й Тур де л’Эн — Генеральная классификация
1-й   — Молодёжная классификация